# Sojus MS-18
Sojus MS-18 ist ein Flug eines russischen Sojus-Raumschiffs zur Internationalen Raumstation (ISS). Im Rahmen des ISS-Programms trägt der Flug die Bezeichnung ISS AF-64S. Es ist der 170. Flug im Sojus-Programm und der 63. Besuch eines Sojus-Raumschiffs an der ISS.

## Besatzung
Nach ursprünglicher Planung von Roskosmos sollten alle drei Besatzungsmitglieder von Sojus MS-18 russische Staatsbürger sein. Es wäre der erste Sojus-Zubringerflug zur ISS ohne ein Besatzungsmitglied aus einem der übrigen ISS-Betreiberstaaten gewesen. Die Ursache dafür lag in der Inbetriebnahme neuer US-amerikanischer Raumschiffe. Die NASA hatte für das Jahr 2021 keine Sitze auf Sojus-Flügen mehr gebucht, weil man davon ausgegangen war, sie nicht mehr zu benötigen. Wegen Verzögerungen bei der Fertigstellung des CST-100 Starliner entstand allerdings eine Abhängigkeit von der Crew Dragon als vorerst einziger verfügbarer US-Raumkapsel. Sollte sich die Crew-Dragon-Mission SpaceX Crew-2 deutlich verspäten, wären nach einer planmäßigen Rückkehr der Mitglieder der ISS-Expedition 64 im Frühjahr 2021 keine amerikanischen Astronauten mehr auf der Station anwesend. Um dieses Risiko zu vermeiden, vereinbarte die NASA mit Roskosmos kurzfristig den Mitflug des NASA-Astronauten Mark Vande Hei bei Sojus MS-18. Im Gegenzug soll ein russischer Kosmonaut einen Platz in einem amerikanischen Raumschiff erhalten.

### Startbesatzung
- Oleg Nowizki (3. Raumflug), Kommandant[6] (Russland/Roskosmos)
- Pjotr Dubrow (1. Raumflug), Bordingenieur (Russland/Roskosmos)[6]
- Sergei Korsakow (1. Raumflug), Bordingenieur (Russland/Roskosmos)[7][6]
- Mark Vande Hei (2. Raumflug), Bordingenieur (USA/NASA)

### Ersatzmannschaft
- Anton Schkaplerow (4. Raumflug), Kommandant (Russland/Roskosmos)[6]
- Oleg Artemjew (Russland/Roskosmos)[8] (3. Raumflug), Bordingenieur
- Dmitri Petelin (1. Raumflug), Bordingenieur (Russland/Roskosmos)[6]
- Anne McClain (2, Raumflug), Bordingenieurin (USA/NASA)[9]

### Rückkehrbesatzung
- Oleg Nowizki[10]
- Klim Schipenko, Filmregisseur
- Julija Peressild, Schauspielerin

## Missionsverlauf
Die Mission startete am 9. April 2021 um 07:42 Uhr UTC von der Rampe 31/6 des Kosmosdroms Baikonur. Sie brachte drei Mitglieder der ISS-Expedition 65 zur Raumstation. Wie bereits die vorausgehenden Sojus-Flüge traf MS-18 etwa eine Woche vor dem geplanten Expeditionsbeginn an der ISS ein.
Mit der nachfolgende Mission Sojus MS-19 flogen die Schauspielerin Julija Peressild und der Regisseur Klim Schipenko für einen Filmdreh des Kinospielfilms The Challenge – Die Herausforderung zur ISS. Sojus MS-19 koppelte am 5. Oktober, 12 Tage vor dem geplanten Ablegen von Sojus MS-18 an der Station an. Schipenko und Peressild kehrten mit Nowizki am 17. Oktober 2021 zur Erde zurück, während Dubrow und Vande Hei an Bord der ISS blieben.